# Rio Bălășina (Tâșla)
O Rio Bălăşina é um rio da Romênia afluente do rio Tâşla, localizado no distrito de Maramureş.